# Zaval
Zaval (en rus: Завал) és un poble de l'óblast de Nóvgorod, a Rússia, segons el cens del 2010 tenia 84 habitants.